# 福岡県道749号保木吉井線
福岡県道749号保木吉井線（ふくおかけんどう749ごう ほきよしいせん）は、福岡県うきは市を通る一般県道である。

## 概要
うきは市浮羽町山北からうきは市吉井町清瀬に至る。
うきは市の旧吉井町・旧浮羽町の中心市街地より北側にある筑後川沿いの地域を東西に結ぶ県道である。市街地を通る国道210号の混雑回避に応用できるほか、久留米市などから原鶴温泉の中心部に向かう近道としても使える。
うきは市浮羽町古川の井延川に架かる当県道の橋には「エリソン・オニヅカ橋」という愛称が付けられている。彼の父の出身地が浮羽町であったことにちなむ。

### 路線データ
- 起点：福岡県うきは市浮羽町山北（保木交差点、国道210号交点）
- 終点：福岡県うきは市吉井町清瀬（清瀬交差点、国道210号交点）

## 路線状況

### 重複区間
- 福岡県道732号筑後大石停車場線（うきは市浮羽町高見）
- 福岡県道81号久留米浮羽線（うきは市吉井町桜井 - うきは市吉井町千年）

### 道路施設

#### 橋梁
- 田島橋（赤尾川、うきは市）
- 中津留橋（大石堰用水路、うきは市）
- 長野橋（隈上川、うきは市）
- 若宮橋（南新川、うきは市）

## 地理

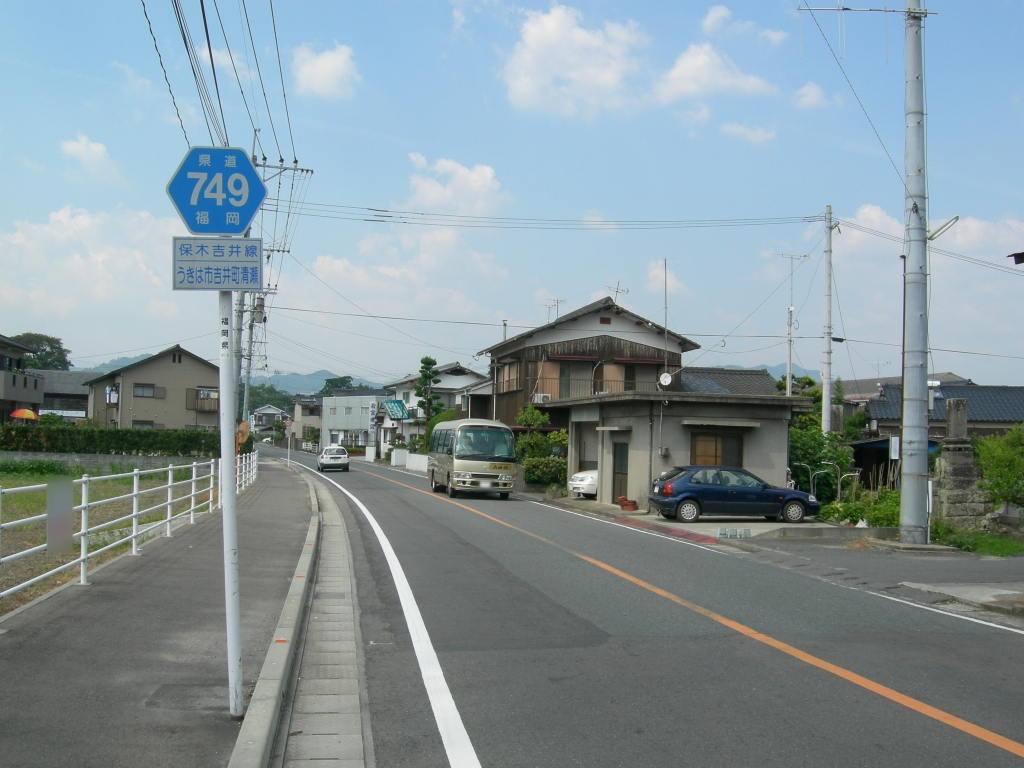
福岡県道749号保木吉井線（福岡県うきは市）

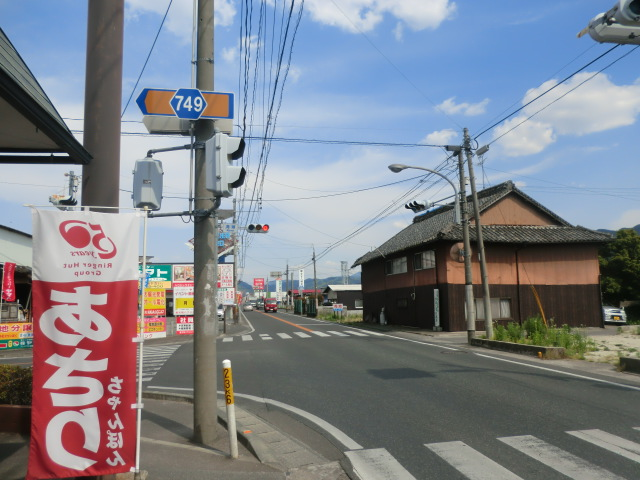
うきは市吉井町清瀬（終点）

国道210号の保木交差点を起点に北西に進む。途中で久大本線を踏切で越え、筑後大石駅付近で左にカーブして真西に進む。隈上川を渡ると福岡県道81号久留米浮羽線との重複区間に入り北西に進み、吉井温泉の手前で左折し、福岡県道81号久留米浮羽線と分かれて南西に向きを変える。浮羽バイパスと交差し、旧吉井町の中心市街地の東側にある清瀬交差点で国道210号と接続し、終点となる。

### 通過する自治体
- うきは市

### 交差する道路
| 交差する道路                                                      | 交差する場所 | 交差する場所      |
| ----------------------------------------------------------------- | ------------ | ----------------- |
| 国道210号                                                         | 浮羽町山北   | 保木交差点 / 起点 |
| 福岡県道732号筑後大石停車場線 重複区間起点                        | 浮羽町高見   |                   |
| 福岡県道52号八女香春線 福岡県道732号筑後大石停車場線 重複区間終点 | 浮羽町高見   | ラウンドアバウト  |
| 福岡県道81号久留米浮羽線 重複区間起点                             | 吉井町桜井   |                   |
| 福岡県道587号高山千年線                                           | 吉井町千年   |                   |
| 福岡県道81号久留米浮羽線 重複区間終点                             | 吉井町千年   |                   |
| 国道210号 / 浮羽バイパス                                          | 吉井町宮田   | 千年小東交差点    |
| 国道210号                                                         | 吉井町清瀬   | 清瀬交差点 / 終点 |

### 交差する鉄道
- 久大本線

### 沿線
- 九州イノアック浮羽工場
- JR九州久大本線 筑後大石駅
- 吉井温泉
- 日の岡古墳